# Royal Ulster Constabulary
La Policia Reial de l'Ulster (anglès: Royal Ulster Constabulary, RUC) és una emanació de la Royal Irish Constabulary. Va mantenir l'ordre a l'Ulster des de l'1 de juny de 1922 al 2001 data en la qual esdevé el Servei de Policia d'Irlanda del Nord. Es va enfrontar a l'IRA Provisional i va perdre nombrosos policies en atemptats en el transcurs del conflicte nord-irlandès. El seu reclutament essencialment protestant o unionista li va ser sovint retret, amb denúncies sobre connivència amb paramilitars lleialistes que van provocar diverses investigacions, la més recent de les quals va ser publicada per l'ombudsman de la policia, Nuala O'Loan. L'informe va identificar la connivència de la policia, el CID i la Special Branch amb el terrorisme, però cap membre de la RUC ha estat acusat ni condemnat per cap acte criminal com a conseqüència d'aquestes investigacions. L'ombudsman va afirmar en les seves conclusions que no hi havia cap raó per creure que les conclusions de la investigació fossin incidents aïllats.
Fruit de les reformes engegades com a conseqüència del procés de pau nord-irlandès, la RUC va ser substituïda pel Servei de Policia d'Irlanda del Nord (PSNI) l'any 2001. L'antiga força policial es va canviar el nom i es va reformar, tal com preveu la versió final llei de la policia d'Irlanda del Nord (Police Act 2000).